# Matlab Bāzār Thana
Matlab Bāzār Thana är ett underdistrikt i Bangladesh. Det ligger i den centrala delen av landet, 50 km sydost om huvudstaden Dhaka.
Trakten runt Matlab Bāzār Thana består till största delen av jordbruksmark. Runt Matlab Bāzār Thana är det mycket tätbefolkat, med 1 573 invånare per kvadratkilometer.